# Henrique I de Lovaina
Henrique I de Lovaina (nascido em data desconhecida – Lovaina, agosto de 1038) foi conde de Lovaina e de Bruxelas de 1015 a 1038.
Foi filho de Lamberto I, conde de Lovaina e de Bruxelas, e de Gerberga da Baixa Lorena, condessa de Bruxelas.
Insatisfeito com a derrota que o duque da Baixa Lorena Godofredo I havia infligido em Florennes a seu pai, onde este último foi morto, Henrique continua, com seu primo Rainério V de Mons, a luta contra Godofredo e os partidários do imperador Henrique II. O imperador, ocupado com outro conflito, não reagiu, mas Gerardo, bispo de Cambrai, desejoso de pacificar a região, negocia a paz entre os beligerantes.
A partir dessa paz, assinada em 1018, Henrique de Lovaina passou a ser fiel ao duque da Baixa Lorena e ao imperador. Em 1037, ajuda o duque Gotelo I a repelir um ataque de Odo II de Blois, conde de Meaux e de Troyes. É assassinado em 1038 por um cavaleiro de nome Hermano que era seu prisioneiro.

## Casamento e filhos
Com uma mulher de nome desconhecido, talvez sua esposa, teve o filho Otão, que possivelmente o sucedeu por um breve período. Foi depois sucedido por seu irmão Lamberto II de Lovaina.
Uma genealogia do século XIX também atribuiu a Henrique três filhas (Adelaide, Cunegonda e Adélia), mas é provável que sejam filhas de um outro Henrique descendente dos condes de Lovaina, que viveu por volta de 1100.